# Policia antiavalots

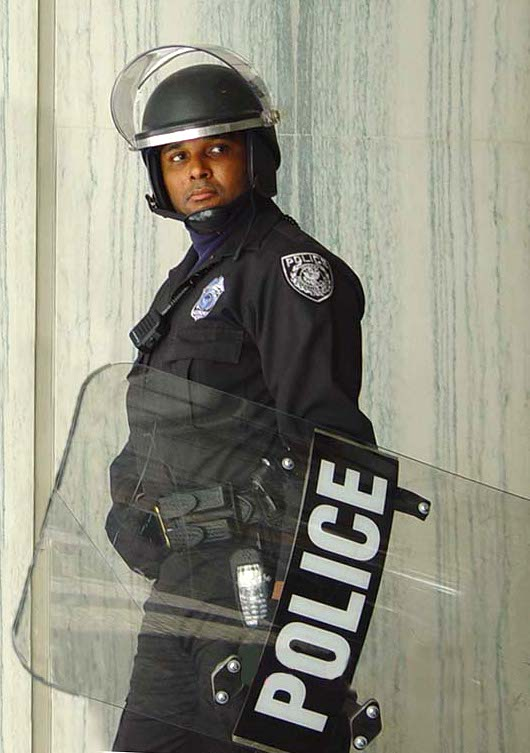
Policia antiavalots amb l'uniforme i el seu escut.

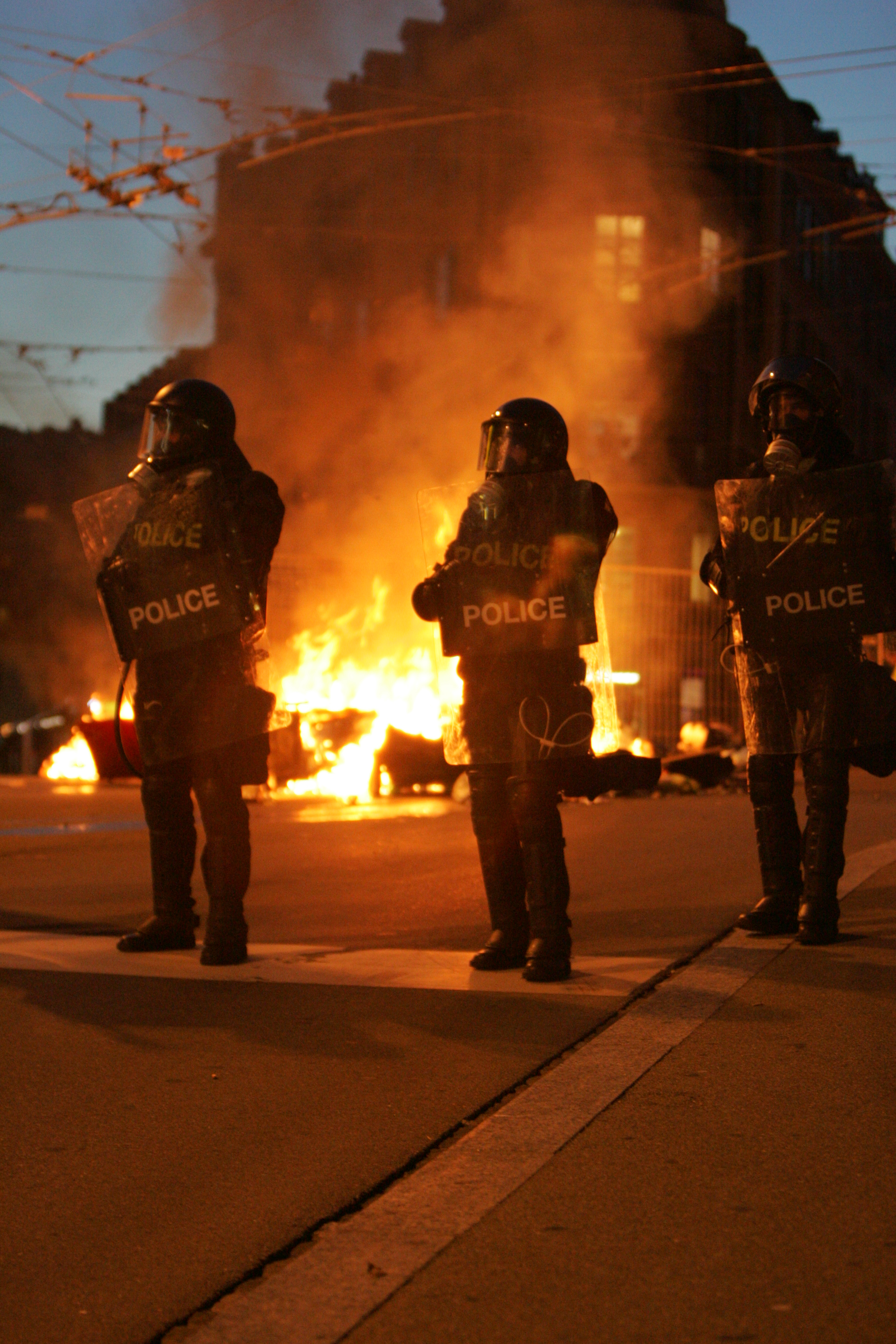
Policies suïssos durant una protesta.

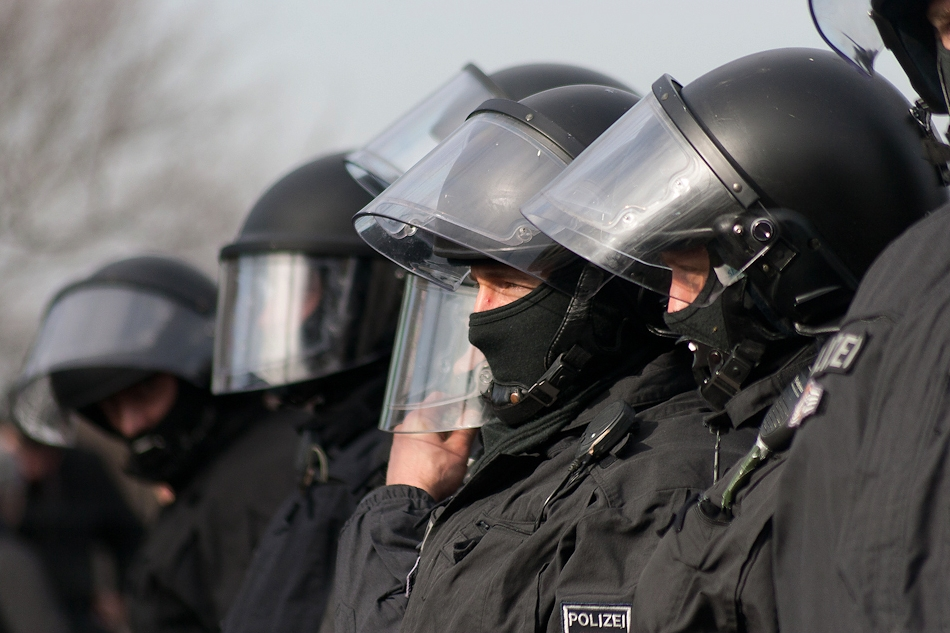
Antiavalots de la Policia Federal Alemanya.

La policia antiavalots, antidisturbis o antimotins és una unitat o grup especialitzat d'agents de la força policial, encara que també poden existir similars en forces militars, per controlar l'accionar de multituds i dispersar les manifestacions no autoritzades, violentes o de qualsevol tipus segons cada estat i decisió política. Una altra de les funcions de la policia antiavalots és fer complir les ordres de recuperació dels edificis o zones ocupades il·legalment. També poden ser requerits per intervenir entre dos o més grups de manifestants amb ideals oposats i evitar que aquests es facin mal entre ells i a persones no relacionades, prevenir altercats en grans esdeveniments o protecció de personalitats.

## Funcions
La funció principal d'aquest tipus d'unitats és el manteniment de l'ordre públic. Controlant d'aquesta manera diferents activitats, com poden ser marxes o protestes, per evitar que arribin a perjudicar o fins a causar dany a altres persones i béns tant públics com a privats.
La intenció és aconseguir mantenir una situació de normalitat dins de la vida quotidiana d'una societat. Per aquest motiu és que les seves funcions se centren normalment en la prevenció, el control i en cas de ser necessari, la restauració de l'ordre.

L'equip utilitzat en el control d'esdeveniments pot incloure des de porres fins a escuts antiavalot i escopetes adaptades que disparen boles de goma. Normalment en l'equipament d'un oficial dels antiavalots sempre es troba algun tipus d'armadura per a la seva protecció i algun tipus d'armament no letal, com algun tipus de gas lacrimogen, inclòs el gas pebre; bastons o porres, armes d'electroxoc i alguns tipus de projectils no letals. En alguns casos els oficials també poden cobrir els seus rostres, deixant moltes vegades solament els seus ulls a la vista, per protegir la seva identitat i evitar represàlies. També és comú portar caretes antigàs en cas que es llancin agents químics a l'ambient durant la protesta.

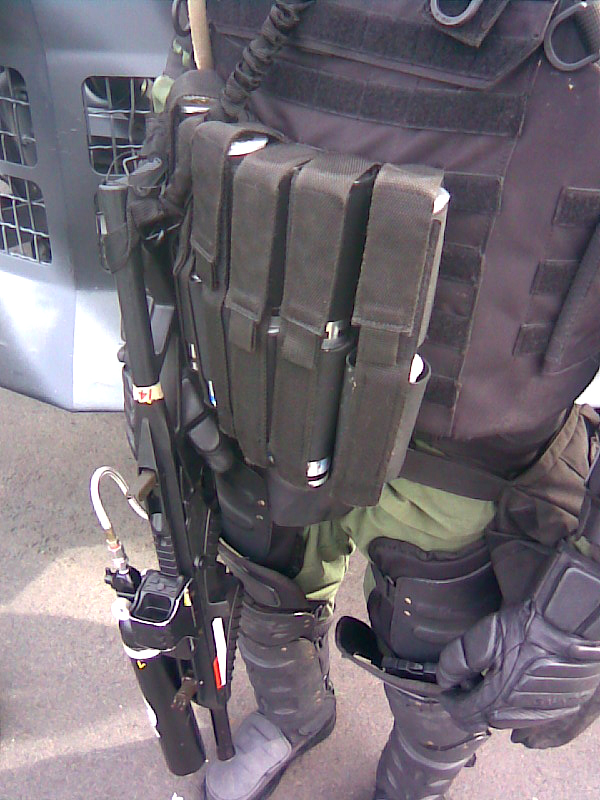
Efectiu policial antiavalots de la Policia Nacional de Panamà portant armes i municions d'agents químics lacrimògens.
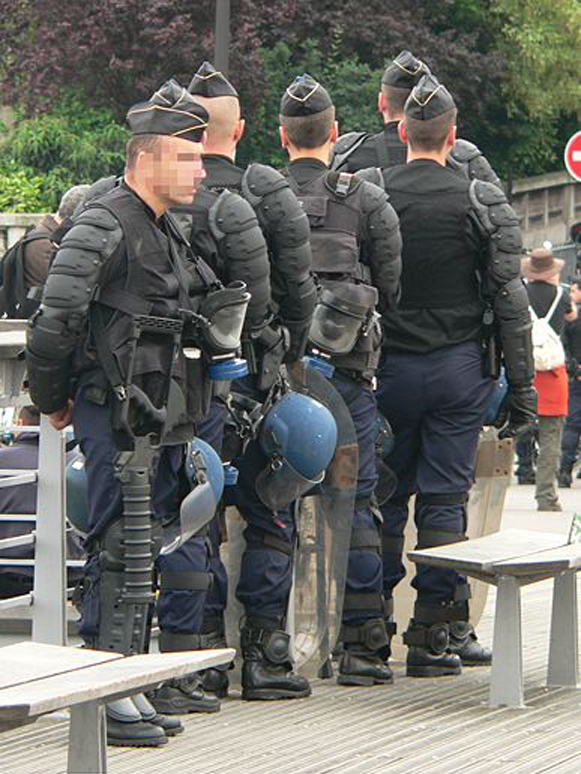
Membres de la Gendarmeria Nacional francesa amb la seva armadura corporal, cascos, escuts, llança granades (per a gas lacrimogen) i màscares de gas.
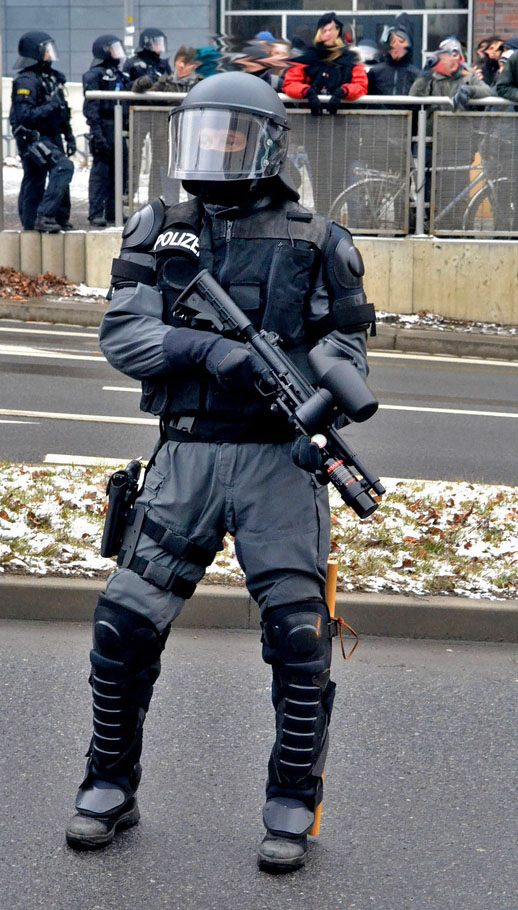
Agent de la Policia de l'Estat de Saxònia (Alemanya) equipat amb una arma llançadora de projectils de gas pebre.
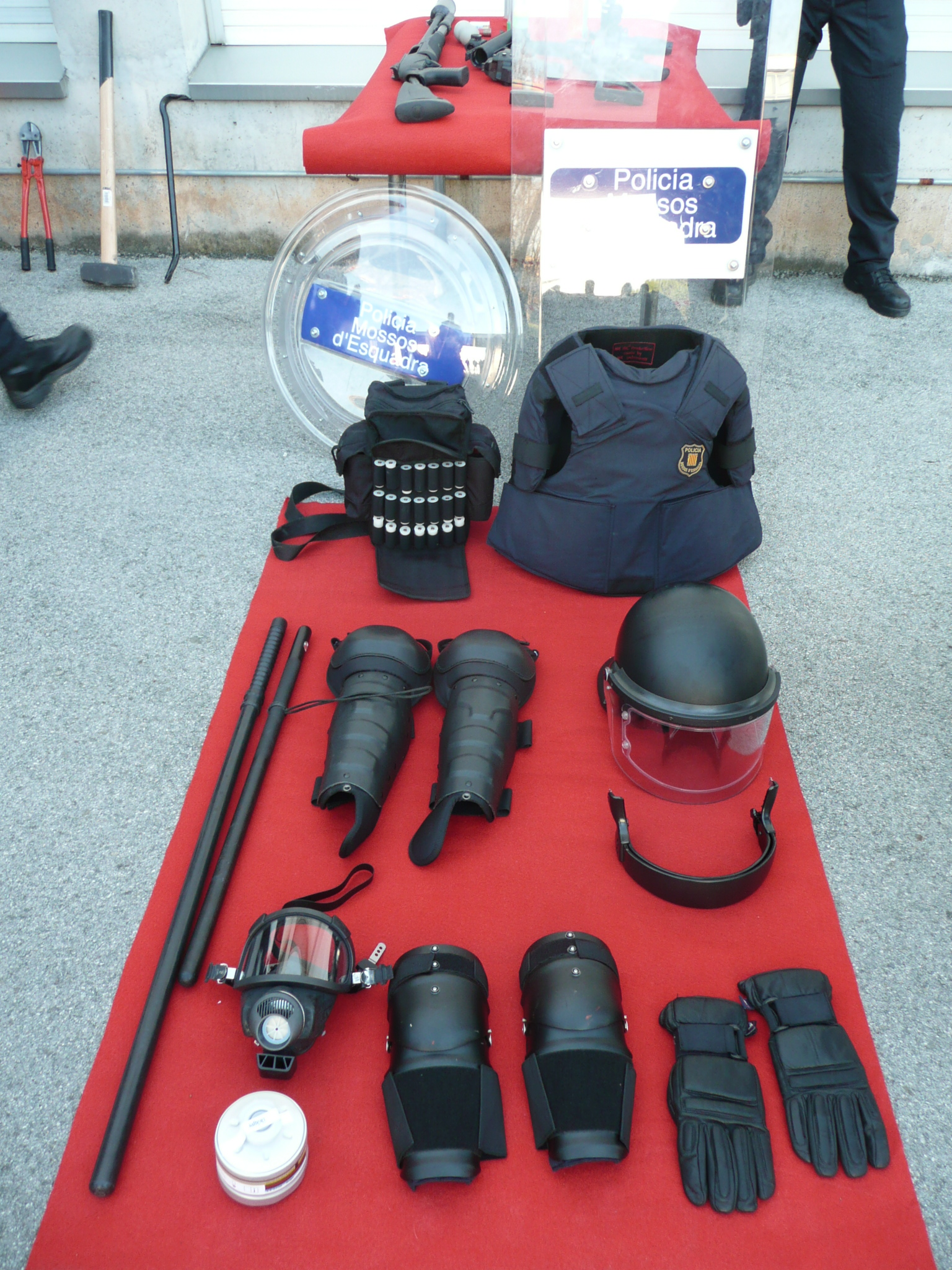
Equipament d'un agent de la Brigada Mòbil dels Mossos d'Esquadra.
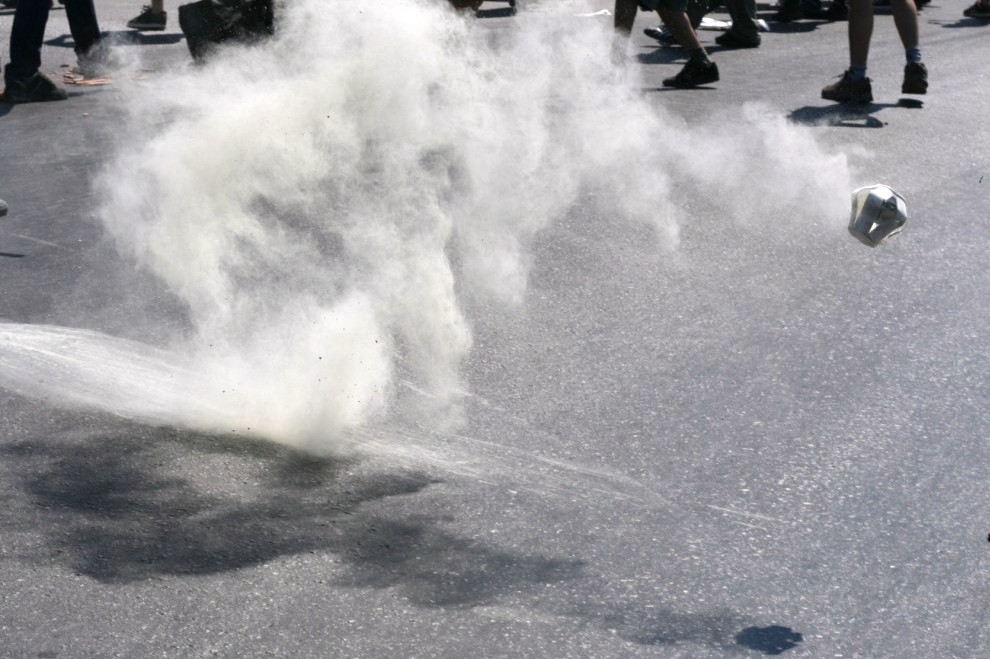
Bomba lacrimògena rebotant després d'haver esclatat.

De vegades es recorre a vehicles blindats que també poden tenir canons d'aigua que es disparen a la multitud, per la qual cosa aquesta tendeix a dispersar-se. També es fan servir altres vehicles protegits enfront d'agressions amb objectes contundents (pedres, llambordes, boles d'acer, etc.) o amb petits artefactes explosius (còctels molotov, coets pirotècnics, etc.). En alguns casos també poden involucrar-se agents de la policia muntada i fins i tot en motocicletes.

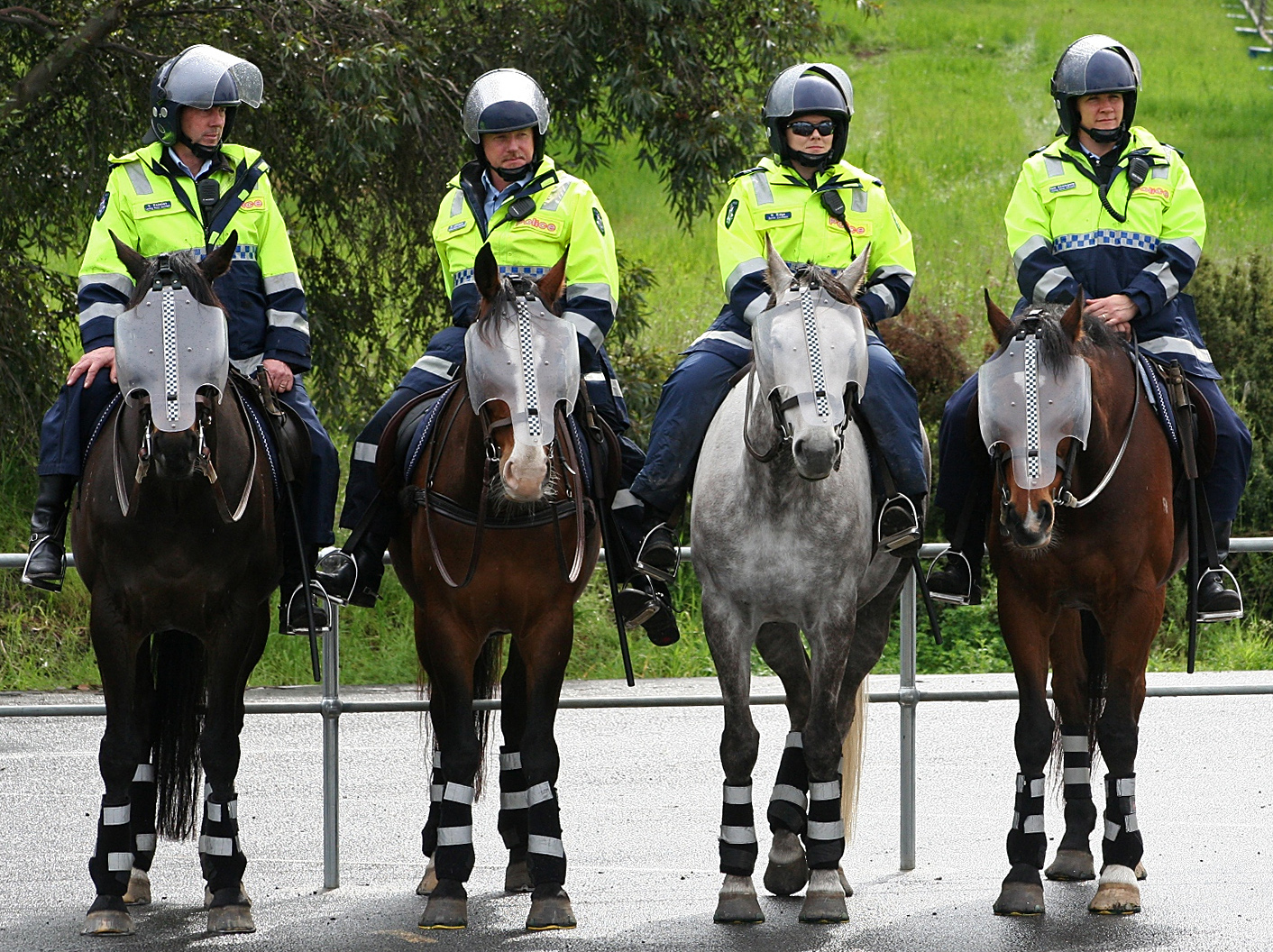
Antiavalots de la policia muntada d'Austràlia.
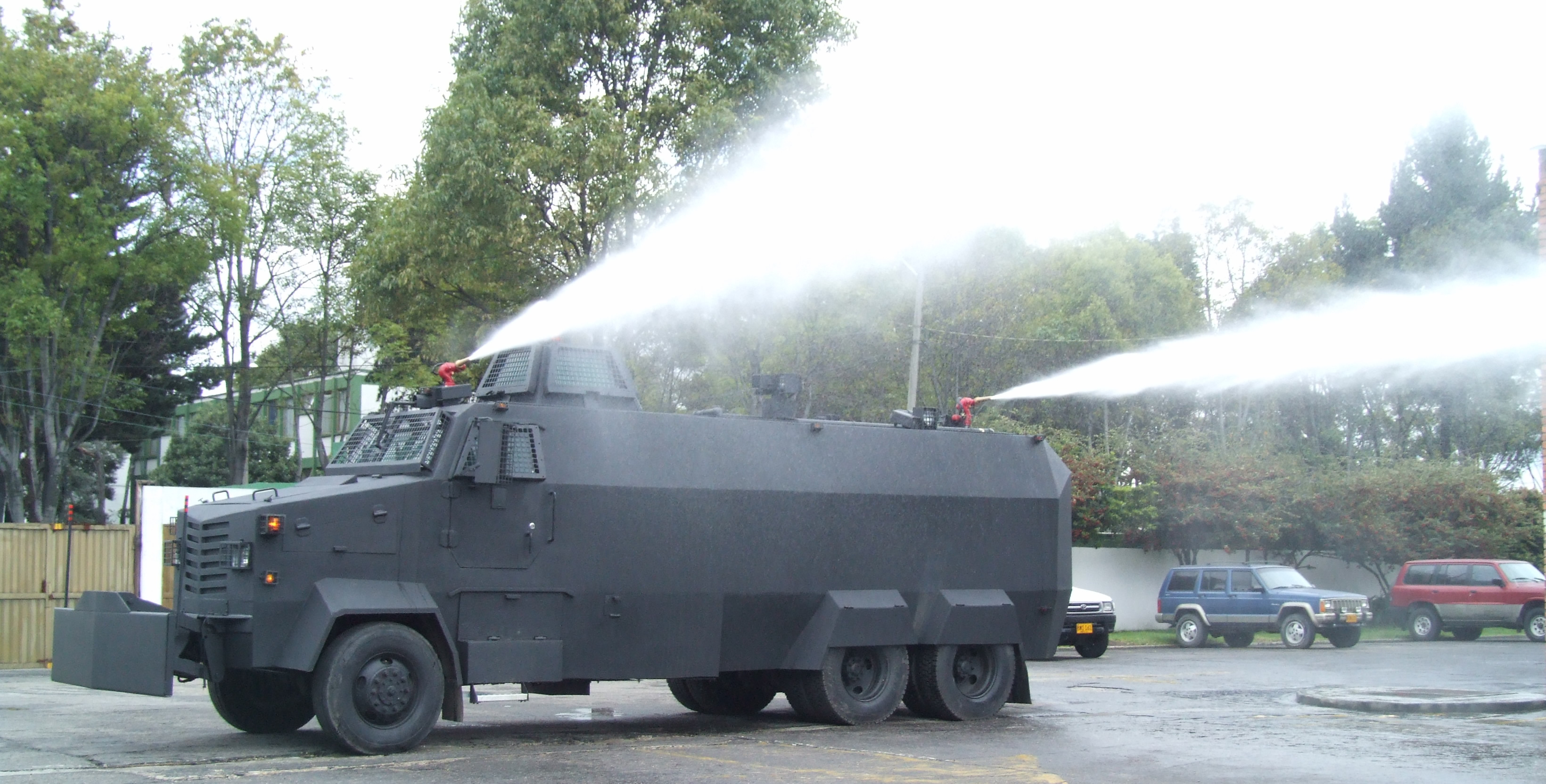
Vehicle amb canons d'aigua de l'Esquadró Mòbil Antiavalots de la Policia Nacional de Colòmbia.
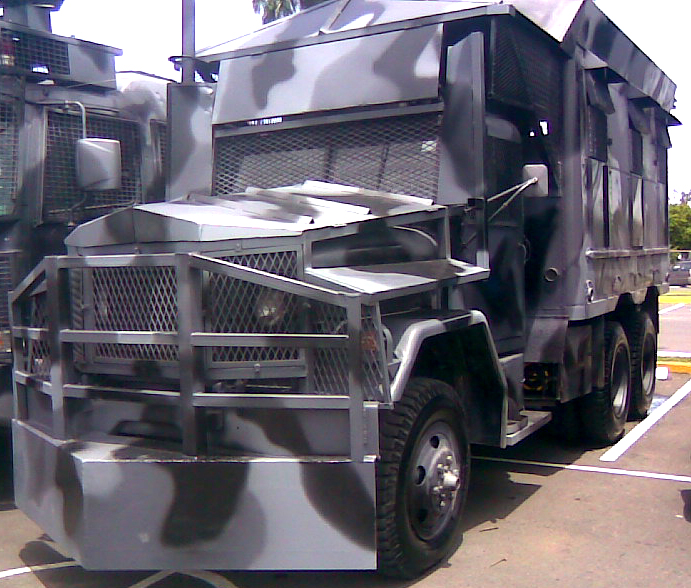
"La Bèstia": vehicle policial antiavalots de la Policia Nacional de Panamà.
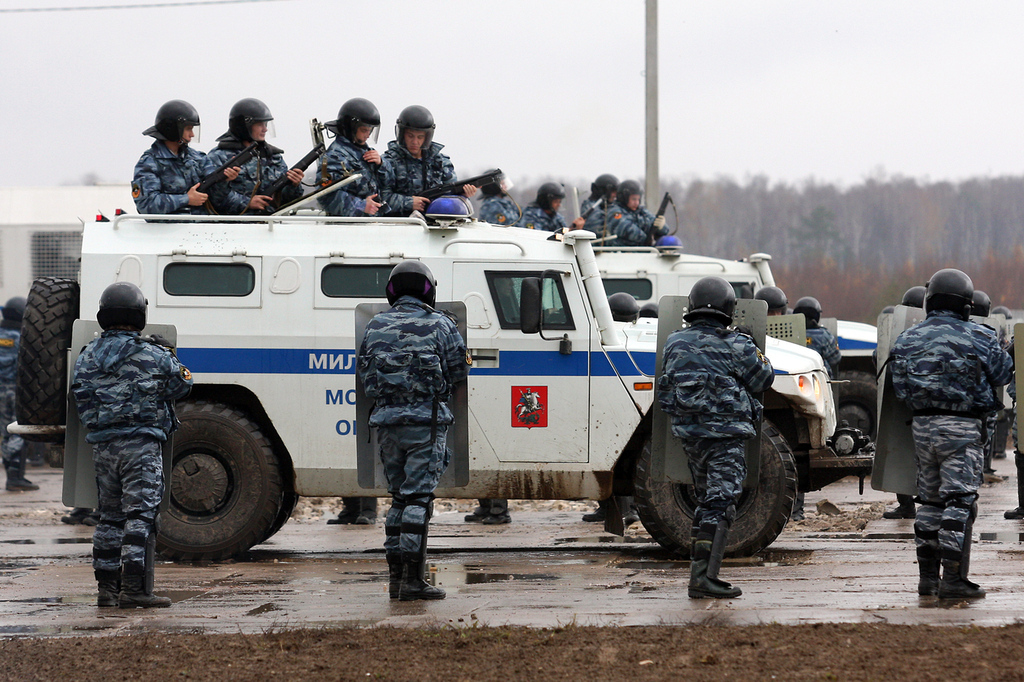
Policies russos de OMON durant un entrenament al costat d'un vehicle blindat.
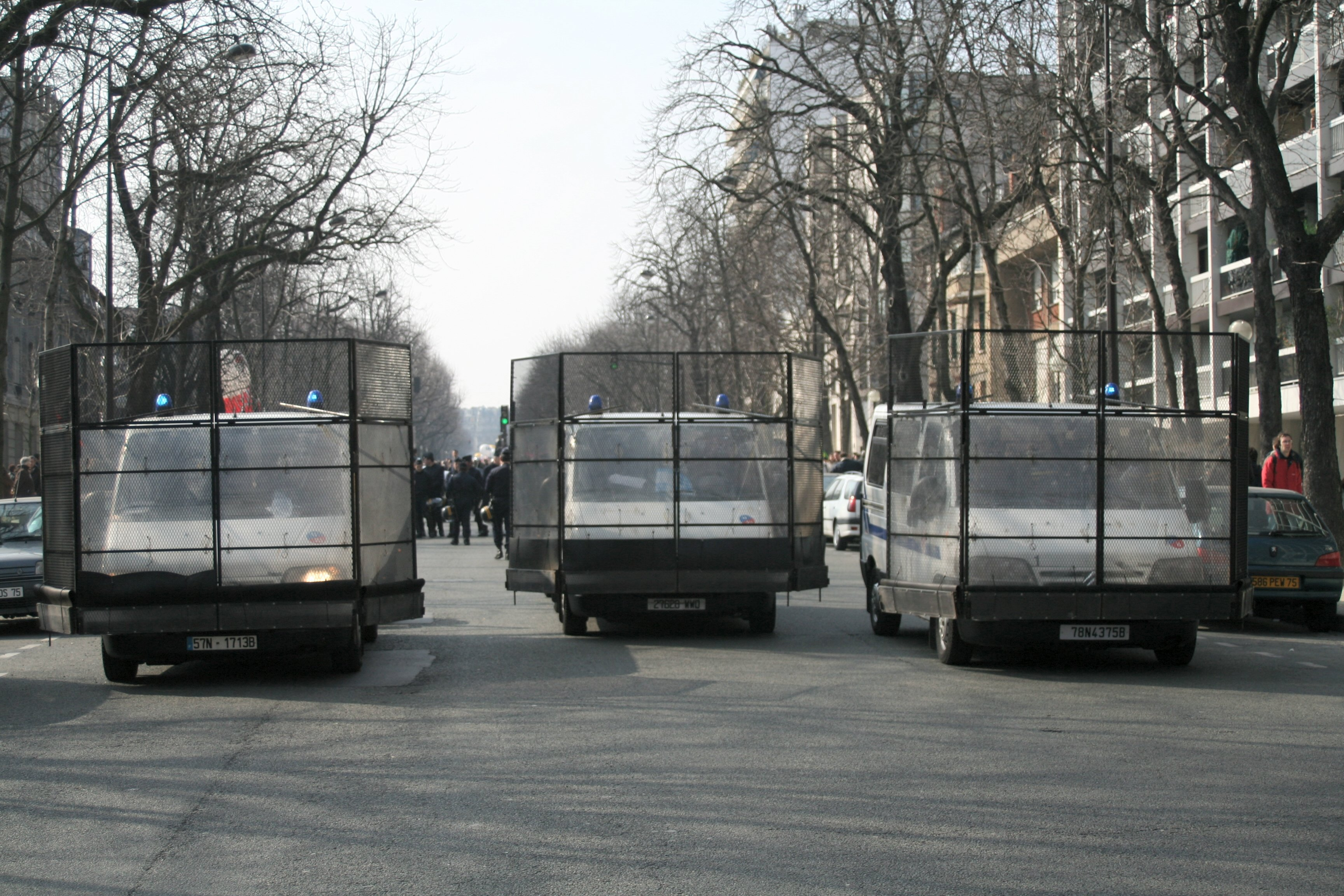
Vehicles de policia francesos amb les seves proteccions.
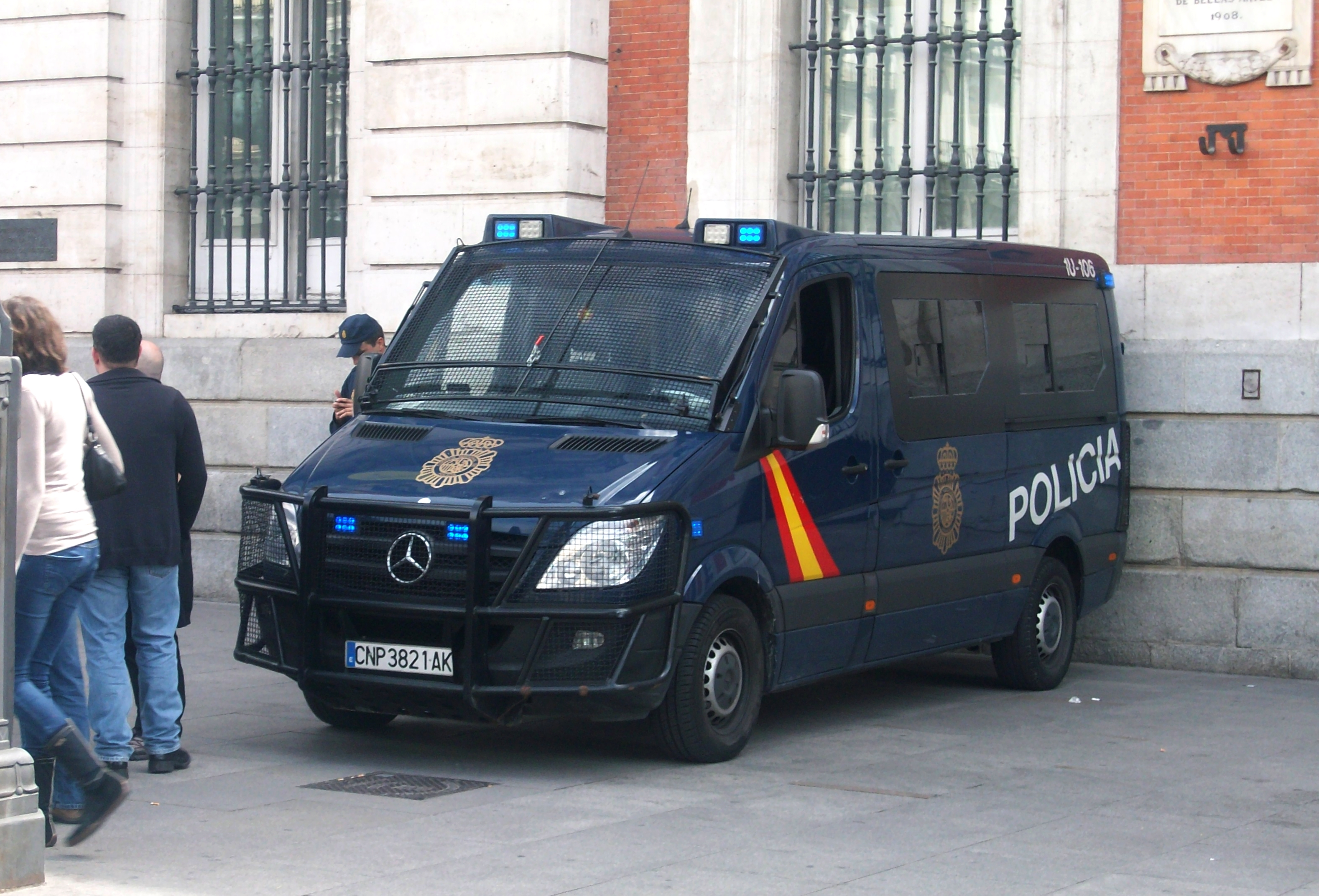
Vehicle de les Unitats d'Intervenció Policial amb protecció en les seves finestres.

## Tàctiques

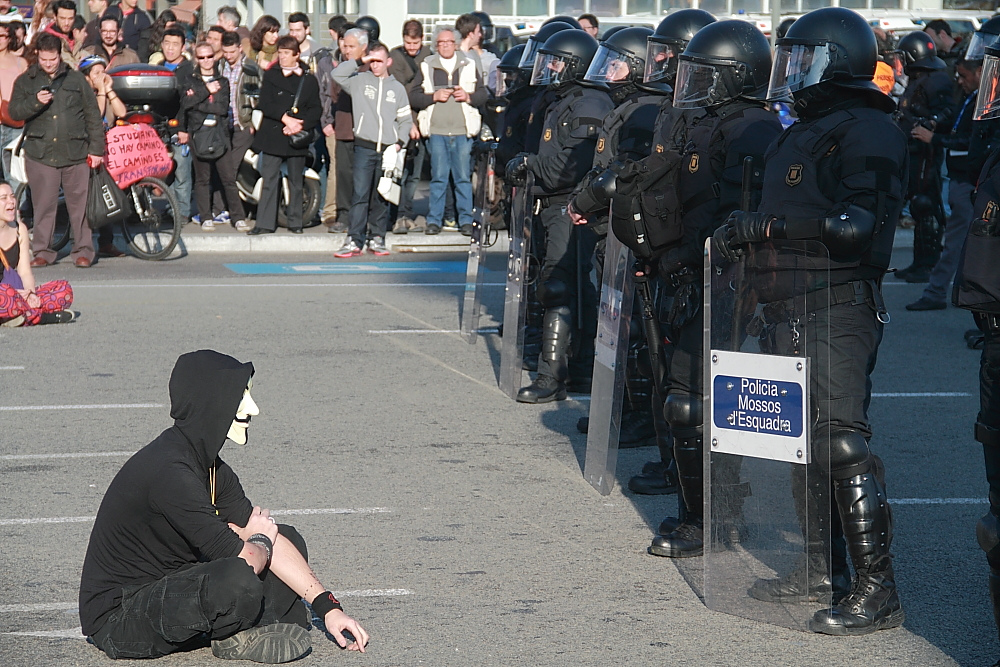
Mossos d'Esquadra apostats al costat d'una marxa.

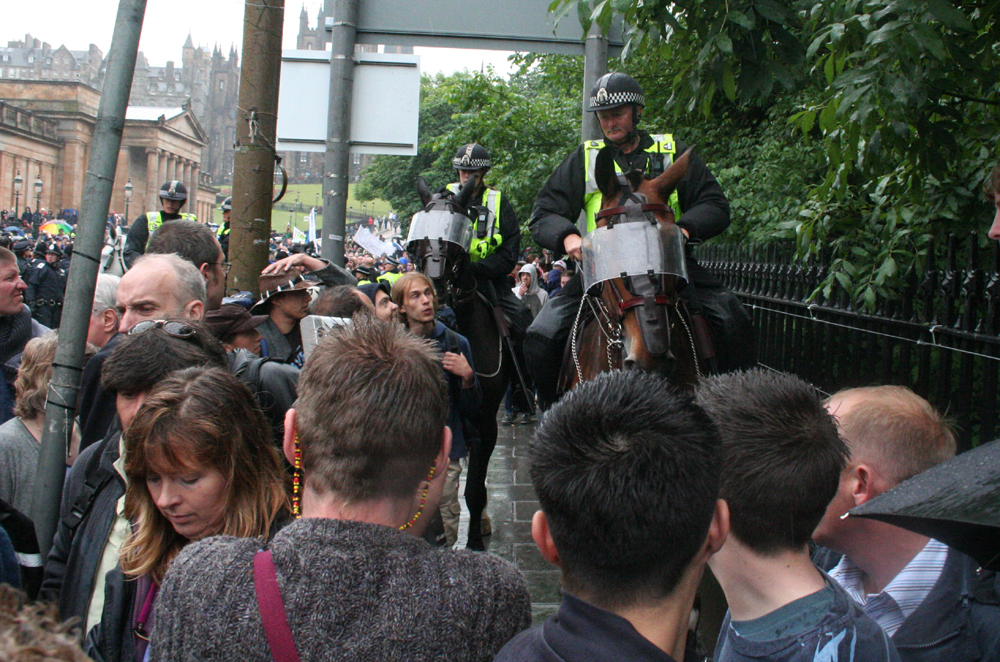
Oficials de la policia muntada durant una protesta a Edimburg.

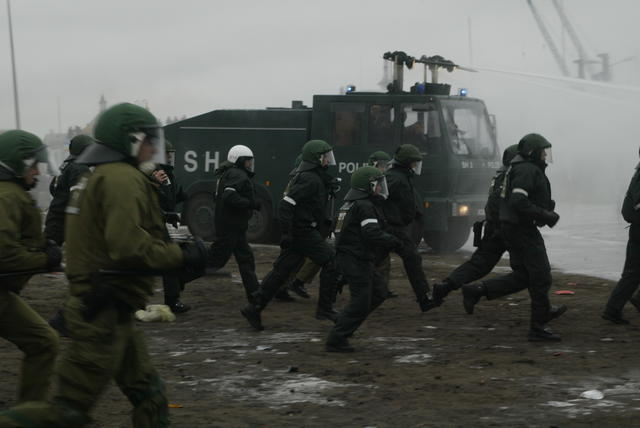
Antiavalots de la Policia Federal Alemanya realitzant una càrrega en contra d'uns manifestants.

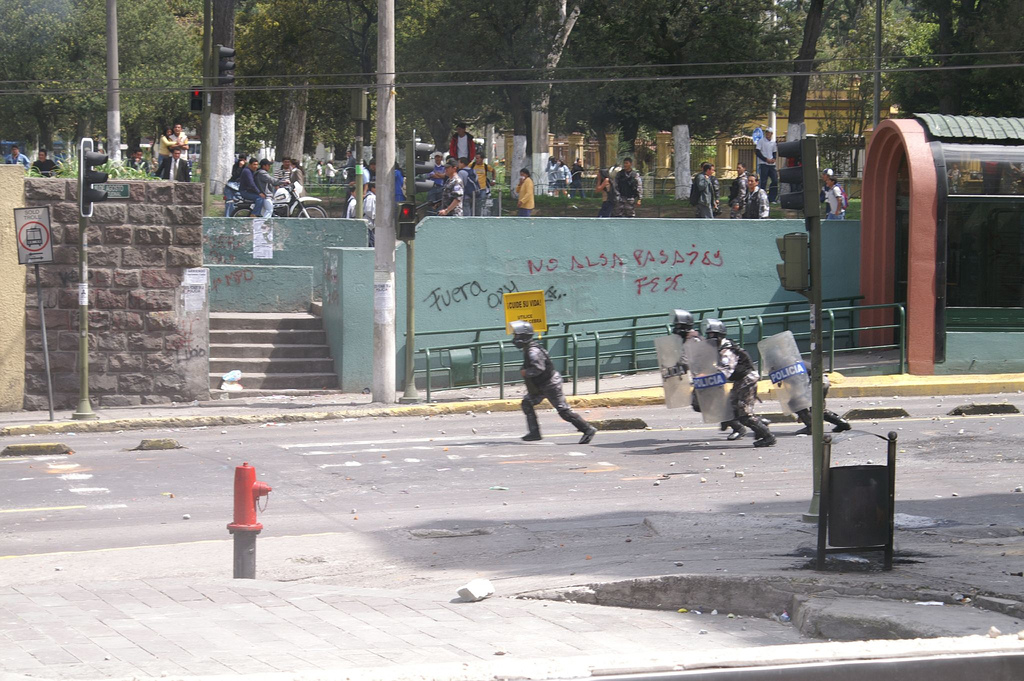
Membres de la Companyia del Manteniment de l'Ordre de la Policia Nacional de l'Equador realitzant una càrrega.

Les tàctiques usades pels oficials poden variar depenent del país, els mitjans disponibles i del tipus de successos, i fins i tot per altres factors com el clima o fins als costums locals.

### Generals
Les tàctiques més comunes són:
- Prevenció d'alderulls:
  - Advertir als manifestants en els mitjans de comunicació de la presència policial.
  - Presència d'oficials de policia, en alguns casos completament equipats.
  - Vigilància dels grups de persones. Pot ser realitzat per oficials a peu, oficials vestits de civil, helicòpters i altres mitjans aeris, càmeres de video instal·lades a la zona (per exemple les de trànsit) i fins i tot amb vigilància a les xarxes socials. En alguns casos fins i tot s'han arribat a interceptar els senyals de cel·lular.
  - Limitació de moviment per evitar que les marxes s'apropin a llocs sensibles o ataquin a persones no relacionades. També pot usar-se per mantenir allunyades a dos o més marxes, tant per ser oposades, pel dany que es generés de la seva lluita, com per ser simpatitzants, a causa que podrien potenciar-se entre elles.
  - Presència d'equips mòbils a fi de poder reaccionar amb eficàcia en cas que la marxa es desviï o es torni violenta.

- Durant un alderull:
  - Normalment un grup d'oficials fortament protegits amb escuts i armadura corporal es troba en la primera línia i té contacte directe amb els manifestants.
  - Un segon grup d'oficials menys protegits però amb major mobilitat es troben després d'ells en cas que sigui necessari fer arrests o reforçar certs punts.
  - Els oficials poden ser recolzats per uns altres agents que portin diferents tipus d'armament dissuasiu, com a gas lacrimogen o bales de goma.
  - Es poden usar cavalls, aprofitant la seva imponent grandària i velocitat, per ingressar en la multitud amb major facilitat i seguretat.
  - Els oficials poden estar recolzats per vehicles especialment equipats amb canons d'aigua.
  - En les rodalies poden estar vehicles d'alta mobilitat, com a motocicletes, i també vehicles de transport.
  - Els oficials i vehicles poden realitzar o simular càrregues en contra de la multitud per dispersar-los.
  - Contrari a l'anterior, els oficials també poden romandre defensant una sola posició aguantant els atacs dels manifestants.
  - Es bloquegen certs punts per evitar que els manifestants escapin cap a llocs que puguin no ser convenients. Això pot incloure el bloqueig dels extrems de la marxa per així limitar el seu moviment.
  - Els oficials poden cridar mentre colpegen els seus escuts per augmentar l'efecte psicològic de por en la multitud.

- Després d'un alderull:
  - Es pot requerir la presència dels oficials per mantenir segura una certa zona per així evitar el ressorgiment dels problemes.
  - Poden ajudar fent un informe de danys i retirant les restes de l'alderull.
  - Poden ajudar a traslladar a persones que han quedat atrapades durant l'alderull o que han estat ferides.

### Segons el país o regió
Hi ha diferents tàctiques i costums depenent de cada país. Per exemple, a França les Compagnies Républicaines de Sécurité (CRS) normalment ataquen a les manifestacions en diversos punts, per així dividir-los en grups més petits i més controlables, que després són més fàcils de dissoldre. A més a París, l'emperador Napoleó III va dissenyar els anomenats "carrers antidisturbis", que són grans carrers o avingudes que van ser situades en barris problemàtics per ajudar a la mobilitat de les forces de l'ordre, especialment a la cavalleria.
En el Regne Unit, on solen tenir lloc grans manifestacions que tendeixen a ser inestables, la policia desplega tant a policies antiavalots com a policies normals. La tècnica més usada és el Kettling, segons el qual, per evitar un dany major, els manifestants són continguts en una àrea determinada, de vegades fins a diverses hores, fins que els manifestants estan més tranquils. Aquesta tècnica també és molt utilitzada en els Estats Units. Una altra similitud que comparteixen els dos països és el ús vehicles equipats amb canons d'aigua.
L'ús del gas pebre també és àmpliament utilitzat, especialment en països com els Estats Units, Canadà i en molts països d'Europa, com Alemanya o el Regne Unit. En l'Amèrica Llatina, l'ús del gas lacrimogen està àmpliament estès. Normalment els oficials disparen llaunes que contenen aquest tipus de gasos a les multituds per així dissoldre-les. També és comú que els policies realitzin càrregues frontals contra els manifestants, de vegades amb l'ajuda de vehicles o cavalls. A l'estat espanyol, els antiavalots són les Unitats d'Intervenció Policial (UIP). A Catalunya la unitat antiavalots dels Mossos d'Esquadra, és l'Àrea de Brigada Mòbil (BRIMO).

## Controvèrsia

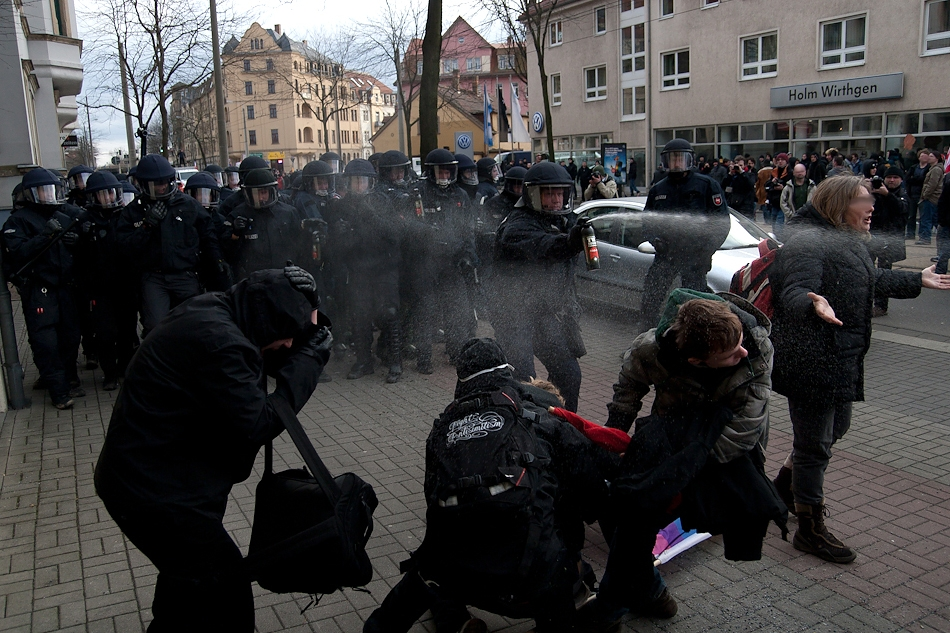
Agents antidisturbis de la Policia Federal alemanya ruixant amb gas pebre a un grup de manifestants.

Socialment està acceptat que les forces de seguretat de l'estat tenen la funció de protegir el ciutadà. No obstant això, és comú per alguns estats democràtics recórrer a les forces de l'estat i especialment a les forces especials d'antiavalots per dispersar i fer front a manifestacions i protestes en contra de l'estat, fins i tot sent pacífiques, atenent més a interessos polítics que a la seguretat dels propis ciutadans manifestants. Moltes vegades aquestes forces són usades per censurar l'opinió ciutadana i mantenir sota control a certs grups de ciutadans que no concorden amb la ideologia dominant.
Un altre problema és l'abús de la força per part dels oficials cap als manifestants i que fins i tot poden arribar a atacar a persones que no estan involucrades dins de les manifestacions. L'excés d'ús de la força pot arribar a violar els drets humans arribant a fins i tot rebre acusacions de tortura.
A Espanya, arran de les Protestes a Espanya de 2011-2012, s'han donat casos i exemples de l'ús injustificat d'aquestes forces especials en moltes ocasions, havent estat fortament criticades les seves formes d'actuació en diverses xarxes socials i mitjans de comunicació, condemnant fins i tot tractes vexatoris, violents, humiliants i anticonstitucionals cap als ciutadans estant en manifestacions pacífiques.
També ha estat criticat durament l'ús de material antiavalot considerat perillós, com trets de pilotes de goma, tonfas reforçades i gasos, havent provocat fins i tot la mort accidental de ciutadans. A més en alguns casos no hi ha estudis a llarg termini sobre els efectes de certs elements usats, com per exemple el gas pebre, per la qual cosa no es pot assegurar que siguin segurs, ni els veritables efectes que poguessin tenir en diferents tipus de persones com a nens, ancians, embarassades o persones amb malalties al·lèrgiques o malalties respiratòries, podent representar un seriós risc per a la seva salut. Alguns estudis assenyalen que l'ús de gasos lacrimogens presenta la possibilitat que les substàncies químiques afectin les funcions reproductives, danyin als fetus en l'últim trimestre de l'embaràs, i als nens en els primers anys de vida, provocant efectes en la salut que, encara que no letals, poden resultar irreversibles. A més, un altre problema és que algunes d'aquestes substàncies poden romandre en l'ambient durant dies afectant a persones completament alienes als aldarulls.